# 大柿町大君
大柿町大君（おおがきちょうおおきみ）は、江田島の東部に位置する地名。郵便番号は737-2212。

## 地理
江田島の東岸に位置する。江田島市大柿町で最東端。
西に大柿町大原がある。

## 歴史
- 1889年4月1日 - 町村制施行により、佐伯郡大柿村と飛渡瀬村と深江村が成立。
- 1973年10月27日 - 早瀬大橋が開通し、倉橋島を介して本土と陸続きになる[2]。
- 2004年11月1日 - 江田島町と3町（大柿町、能美町、沖美町）が合併。大君もこれに属した[3]。

## 交通
- 国道487号線
- 早瀬大橋